# San Diego Open 2022 - Qualificazioni singolare femminile
Le qualificazioni del singolare femminile del San Diego Open 2022 sono state un torneo di tennis preliminare per accedere alla fase finale della manifestazione svolte dall'8 al 9 ottobre settembre 2022. Le vincitrici dell'ultimo turno sono entrate di diritto nel tabellone principale. In caso di ritiro di una o più giocatrici aventi diritto a queste sono subentrati le lucky loser, ossia le giocatrici che hanno perso nell'ultimo turno ma che avevano una classifica più alta rispetto alle altre partecipanti che avevano comunque perso nel turno finale.

## Teste di serie
1. Ljudmila Samsonova (spostata nel tabellone principale)
2. Zhang Shuai (primo turno)
3. Zheng Qinwen (ultimo turno, lucky loser)
4. Aljaksandra Sasnovič (primo turno)
5. Kaia Kanepi (primo turno)
6. Jil Teichmann (ultimo turno, lucky loser)

1. Bernarda Pera (ultimo turno)
2. Julija Putinceva (primo turno)
3. Madison Brengle (primo turno)
4. Anna Kalinskaja (ultimo turno, ritirata)
5. Camila Osorio (qualificata)
6. Donna Vekić (qualificata)

## Qualificate
1. Ellen Perez
2. Robin Montgomery
3. Camila Osorio

1. Louisa Chirico
2. Donna Vekić
3. Caroline Dolehide

## Lucky loser
1. Jil Teichmann

1. Zheng Qinwen

## Tabellone

### Legenda
| - Q = Qualificato - WC = Wild card - LL = Lucky loser | - ALT = Alternate - SE = Special Exempt - PR = Protected Ranking | - w/o = Walkover - r = Ritirato - d = Squalificato |

### Sezione 1
|  | Primo turno | Primo turno     | Primo turno     | Primo turno | Primo turno |  |  | Ultimo turno | Ultimo turno    | Ultimo turno    | Ultimo turno    | Ultimo turno |  |
|  |             |                 |                 |             |             |  |  |              |                 |                 |                 |              |  |
|  | Alt         | Ellen Perez     | Ellen Perez     | 6           | 6           |  |  |              |                 |                 |                 |              |  |
|  | PR          | Varvara Flink   | Varvara Flink   | 1           | 1           |  |  | Alt          | Ellen Perez     | Ellen Perez     | Ellen Perez     | 4            |  |
|  |             | Emma Navarro    | Emma Navarro    | 4           | 63          |  |  | 10           | Anna Kalinskaja | Anna Kalinskaja | Anna Kalinskaja | 1r           |  |
|  | 10          | Anna Kalinskaja | Anna Kalinskaja | 6           | 7           |  |  |              |                 |                 |                 |              |  |

### Sezione 2
|  | Primo turno | Primo turno            | Primo turno            | Primo turno | Primo turno |  |  | Ultimo turno | Ultimo turno     | Ultimo turno | Ultimo turno | Ultimo turno |  |
|  |             |                        |                        |             |             |  |  |              |                  |              |              |              |  |
|  | 2           | Zhang Shuai            | Zhang Shuai            | 2           | 3           |  |  |              |                  |              |              |              |  |
|  | WC          | Robin Montgomery       | Robin Montgomery       | 6           | 6           |  |  | WC           | Robin Montgomery | 1            | 6            | 6            |  |
|  |             | Elisabetta Cocciaretto | Elisabetta Cocciaretto | 63          | 3           |  |  | 7            | Bernarda Pera    | 6            | 1            | 4            |  |
|  | 7           | Bernarda Pera          | Bernarda Pera          | 7           | 6           |  |  |              |                  |              |              |              |  |

### Sezione 3
|  | Primo turno | Primo turno    | Primo turno    | Primo turno | Primo turno |  |  | Ultimo turno | Ultimo turno  | Ultimo turno | Ultimo turno | Ultimo turno |  |
|  |             |                |                |             |             |  |  |              |               |              |              |              |  |
|  | 3           | Zheng Qinwen   | Zheng Qinwen   | 6           | 6           |  |  |              |               |              |              |              |  |
|  |             | Rebecca Marino | Rebecca Marino | 1           | 1           |  |  | 3            | Zheng Qinwen  | 6            | 4            | 63           |  |
|  | WC          | Madison Sieg   | Madison Sieg   | 1           | 2           |  |  | 11           | Camila Osorio | 4            | 6            | 7            |  |
|  | 11          | Camila Osorio  | Camila Osorio  | 6           | 6           |  |  |              |               |              |              |              |  |

### Sezione 4
|  | Primo turno | Primo turno          | Primo turno | Primo turno | Primo turno |  |  | Ultimo turno | Ultimo turno   | Ultimo turno   | Ultimo turno | Ultimo turno |  |
|  |             |                      |             |             |             |  |  |              |                |                |              |              |  |
|  | 4           | Aljaksandra Sasnovič | 1           | 6           | 2           |  |  |              |                |                |              |              |  |
|  | WC          | Ashlyn Krueger       | 6           | 1           | 6           |  |  | WC           | Ashlyn Krueger | Ashlyn Krueger | 3            | 1            |  |
|  | WC          | Louisa Chirico       | 7           | 1           | 6           |  |  | WC           | Louisa Chirico | Louisa Chirico | 6            | 6            |  |
|  | 8           | Julija Putinceva     | 5           | 6           | 4           |  |  |              |                |                |              |              |  |

### Sezione 5
|  | Primo turno | Primo turno       | Primo turno       | Primo turno | Primo turno |  |  | Ultimo turno | Ultimo turno | Ultimo turno | Ultimo turno | Ultimo turno |  |
|  |             |                   |                   |             |             |  |  |              |              |              |              |              |  |
|  | 5           | Kaia Kanepi       | Kaia Kanepi       | 3           | 2           |  |  |              |              |              |              |              |  |
|  |             | Lauren Davis      | Lauren Davis      | 6           | 6           |  |  |              | Lauren Davis | Lauren Davis | 63           | 4            |  |
|  |             | Elizabeth Mandlik | Elizabeth Mandlik | 4           | 3           |  |  | 12           | Donna Vekić  | Donna Vekić  | 7            | 6            |  |
|  | 12          | Donna Vekić       | Donna Vekić       | 6           | 6           |  |  |              |              |              |              |              |  |

### Sezione 6
|  | Primo turno | Primo turno       | Primo turno       | Primo turno | Primo turno |  |  | Ultimo turno | Ultimo turno      | Ultimo turno      | Ultimo turno | Ultimo turno |  |
|  |             |                   |                   |             |             |  |  |              |                   |                   |              |              |  |
|  | 6           | Jil Teichmann     | Jil Teichmann     | 6           | 7           |  |  |              |                   |                   |              |              |  |
|  |             | Carol Zhao        | Carol Zhao        | 1           | 62          |  |  | 6            | Jil Teichmann     | Jil Teichmann     | 4            | 2            |  |
|  |             | Caroline Dolehide | Caroline Dolehide | 7           | 7           |  |  |              | Caroline Dolehide | Caroline Dolehide | 6            | 6            |  |
|  | 9           | Madison Brengle   | Madison Brengle   | 65          | 5           |  |  |              |                   |                   |              |              |  |